# Zbigniew Wassermann
Zbigniew Franciszek Wassermann (født 17. september 1949, død 10. april 2010) var en polsk politiker og advokat. Han var medlem af Sejm, det polske parlament, hvor han repræsenterede partiet Lov og Retfærdighed . Han omkom i flyulykken ved Smolensk 10. april 2010.
Wassermann var født i Kraków. Han studerede ved Universitet Jagielloński hvor han tog sin jurist-eksamen.
Fra november 2005 til november 2007 var han minister i regeringerne Kazimierz Marcinkiewicz og Jaroslaw Kaczynski.